# Газенклевер, Вальтер
Ва́льтер Га́зенкле́вер — (нем. Walter Hasenclever; 8 июля 1890, Ахен, Германская империя — 21 июня 1940, близ Экс-ан-Прованса, Франция) — немецкий поэт-экспрессионист, переводчик.

## Биография
Родился в 1890 году в Ахене в семье врача. В 1908 году начал изучать право в Оксфорде, позже перевелся в Лозанну. Во время учёбы в Лейпциге в 1909-1914 годах начал проявлять интерес к литературе и философии. В 1910 году появилась его первая книга стихов «Города, ночи и люди» (нем. «Städte, Nächte und Menschen»). В 1914 году появилась его пьеса «Сын» (нем. «Der Sohn»), признаваемая ныне первым опытом экспрессионистской драмы. Его воодушевление в связи с начавшейся Первой мировой войной вскоре, после поступления на добровольную службу, сменилось резким протестом против войны. Газенклевер симулировал психическое заболевание и в 1917 году был уволен со службы. В том же году за своё переложение «Антигоны» Софокла он был удостоен премии Генриха Клейста. В 1920-е годы издал ещё несколько пьес.
Позже, при нацистах, его творчество оказалось под запретом, книги были внесены в списки для сожжения. Будучи лишь на четверть евреем (по деду) Газенклевер был примером того, как нацисты связывали свой расизм с любым человеком, используя такую терминологию «культурный еврей» или «духовный еврей».
Газенклеверу пришлось эмигрировать в Ниццу. Там он женился. Во время Второй мировой войны был дважды интернирован французами как подданный враждебного государства. В ночь с 21 на 22 июня 1940 года, после падения Франции, покончил с собой в лагере для интернированных в Ле-Милль близ Экс-ан-Прованса, чтобы не попасть в руки нацистам.
С 1996 года в Ахене раз в два года вручается литературная премия его имени.

## Основные произведения
- Nirwana. Eine Kritik des Lebens in Dramaform, 1909.
- Städte, Nächte, Menschen (стихи), 1910.
- Der Jüngling (стихи), 1913.
- Der Retter (драма), 1916.
- Der Sohn (Drama), 1914.
- Tod und Auferstehung (стихи), 1917.
- Antigone (драма), 1917.
- Die Menschen (драма), 1918.
- Die Entscheidung (драма), 1919.
- Der politische Dichter (стихи и проза), 1919.
- Die Mörder sitzen in der Oper, 1917.
- Antigone, 1917.
- Die Pest (сценарий), 1920.
- Jenseits (драма), 1920.
- Gedichte an Frauen, 1922.
- Gobseck (драма), 1922.
- Mord (драма), 1926.
- Ein besserer Herr (драма), 1926.
- Ehen werden im Himmel geschlossen (драма), 1928.
- Gedichte, Dramen, Prosa 1963.
- Irrtum und Leidenschaft 1969.